# Pic dels Aspres
Le pic dels Aspres est un sommet pyrénéen culminant à 2 562 m d'altitude dans le Nord-Ouest de la principauté d'Andorre, proche de la frontière espagnole. Le village le plus proche est Arinsal, situé dans la commune de La Massana.

## Géographie
Le pic dels Aspres est situé à proximité du pic del Port Vell.

### Topographie
À environ 250 mètres au-dessous du sommet se trouve un cirque d'environ 100 mètres de diamètre, formé par l'érosion glaciaire pendant le dernier maximum glaciaire et qui est maintenant un lac, l'estany de les Truites.

## Tourisme
La vallée au sud de la montagne est utilisée comme domaine skiable.